# Battaglia di Alamo
La battaglia di Alamo (23 febbraio-6 marzo 1836) fu un evento chiave della rivoluzione texana. In seguito a un assedio di 13 giorni, le truppe messicane guidate dal Presidente e Generale Antonio López de Santa Anna lanciarono l'assalto alla missione francescana di Alamo, situata vicino alla città di San Antonio de Béxar (la moderna San Antonio, in Texas, negli Stati Uniti).
Le crudeltà di Santa Anna durante la battaglia ispirarono molti coloni texani e avventurieri, che da varie parti degli Stati Uniti partirono per unirsi all'armata texana. Qualche tempo dopo, nella battaglia di San Jacinto che sancì la nascita della Repubblica del Texas, le forze di Santa Anna furono sconfitte dalle truppe texane, che usarono il grido di battaglia: "Ricordatevi di Alamo".

## Il contesto storico e strategico
Alcuni mesi prima, i Texani respinsero tutte le truppe messicane inviate a sedare la rivolta fuori dai territori dell'allora regione messicana del Texas. Circa 100 Texani furono inviati a presidiare Alamo. Questa forza iniziale crebbe lentamente con l'invio di rinforzi, che furono così guidati dai co-comandanti William B. Travis e James Bowie (il primo uno dei regolari della guarnigione e l'altro capo dei volontari). Il 23 febbraio, circa 1500 messicani marciarono verso San Antonio de Béxar come primo passo della campagna per la riconquista del Texas. Per i successivi 10 giorni i due contingenti furono impegnati in schermaglie provocate da occasionali incidenti.
Preoccupato del fatto che la sua guarnigione non potesse reggere un attacco di una forza nemica così soverchiante, Travis scrisse molteplici lettere domandando più uomini, provviste e munizioni, ma meno di 100 uomini arrivarono alla missione. Nelle prime ore del 6 marzo, l'esercito messicano avanzò verso Alamo. Dopo aver respinto due attacchi, i Texani non furono in grado di respingere il terzo. Appena i messicani scalarono le mura esterne della missione, i difensori ripararono negli edifici. Quelli che non riuscirono a trovare riparo furono travolti dalla cavalleria messicana mentre cercavano di fuggire all'esterno delle mura.
I pochi Texani che si arresero (stimati in 5-7) furono giustiziati subito sul posto. La maggior parte dei testimoni indica tra 182 e 257 i morti, mentre gli storici indicano in circa 600 messicani tra uccisi e feriti. Alcuni gruppi di civili furono inviati a Gonzales per diffondere la voce della sconfitta texana. Queste notizie causarono il panico e la conseguente fuga (denominata The Runaway Scrape) dell'esercito Texano, composto per la maggior parte da coloni che scapparono così come fece il nuovo governo dell'autoproclamata Repubblica del Texas di fronte all'avanzata messicana.
L'esercito messicano, guidato dal generale Martín Perfecto de Cos, nel dicembre del 1835 (assedio di Bexar) si dovette arrendere alle forze texane guidate dal generale Edward Burleson e cedere le armi e le munizioni immagazzinate dal governo messicano nella città di San Antonio di Béxar. Il generale messicano Antonio López de Santa Anna, valutando l'importanza strategica della città di San Antonio, decise di lanciare un'offensiva allo scopo di riconquistarla.
Santa Anna riunì un corpo di spedizione di 6500 soldati a San Luís Potosí e da Saltillo, nello stato di Coahuila, si diresse verso il Texas. Le forze texane che in vista della battaglia avevano fortificato la missione di El Alamo erano formate da volontari del Governo Provvisorio del Texas che avevano giurato di difendere il governo texano e obbedire agli ordini degli ufficiali governativi.

## I preparativi della battaglia
All'inizio del 1836 il generale Santa Anna attraversò col suo esercito il fiume Río Grande, nonostante l'inclemenza del tempo, ci furono anche tempeste di neve, per soffocare la ribellione nel Texas. Uno dei suoi primi obiettivi fu la riconquista di San Antonio, ma l'obiettivo principale era la cattura del governo texano e la restaurazione della sovranità del governo messicano nei territori ribelli, come aveva fatto l'anno precedente nello stato di Zacatecas.
El Alamo era una missione cattolica posta lungo la direttrice che portava alla zona nordorientale del Texas. Sebbene non fosse un obiettivo militare, i volontari texani lo fortificarono e vi portarono 18 cannoni, compreso uno da 15 libbre (calibro espresso con il peso del proiettile sferico). Si trattava della maggiore concentrazione di cannoni ad ovest del fiume Mississippi. In questo modo le forze messicane non sarebbero potute passare senza prendere il forte così realizzato.
I difensori del forte venivano da molti luoghi fuori dal Texas. Un gruppo, i "New Orleans Greys", venivano da New Orleans per combattere, come volontari di fanteria, nella rivoluzione. Due compagnie dei Greys avevano partecipato all'assedio di Bexar, ma dopo questo la maggior parte di loro aveva lasciato San Antonio e solo un paio di dozzine restarono e morirono al Alamo. La bandiera della compagnia fu catturata dai messicani e ora è conservata nel Museo Storico Nazionale di Città del Messico. Dal Tennessee venne un altro piccolo gruppo di volontari, guidati dall'ex deputato del Tennessee Davy Crockett: erano i "Tennessee Mounted Volunteers" e arrivarono l'8 febbraio 1836.

## Lo svolgimento
L'esercito messicano arrivò il 23 febbraio ed era formato sia da unità di fanteria che di cavalleria e aveva anche un supporto di artiglieria. I messicani erano equipaggiati con moschetti inglesi di tipo Brown Bess e molti cannoni da 6 libbre. Molti degli ufficiali erano veterani europei e lo stesso generale Santa Anna era un veterano dei tempi della guerra messicana d'indipendenza.
Il tenente colonnello William Barret Travis, comandante delle forze regolari dell'esercito texano, riuscì a far partire dal forte alcuni cavalieri poco prima dell'assedio e a far informare da questi il governo del Texas della situazione, richiedendo rinforzi che giungessero non più tardi del 25 febbraio. Comunque l'esercito texano non aveva a disposizione uomini e mezzi per poter salvare il forte. Il colonnello James Fannin, comandante delle forze texane situate a Goliad, dovette interrompere la sua marcia per tentare di soccorrere il forte in quanto non aveva cannoni.
Durante l'assedio 32 uomini della città di Gonzales riuscirono a passare attraverso le linee messicane e a raggiungere il forte. Prima della battaglia Santa Anna diede l'ordine di issare una bandiera rossa per indicare ai difensori che l'attacco sarebbe stato senza quartiere, fino allo sterminio del nemico. Alcuni difensori furono infatti catturati e uccisi dopo la battaglia. Tra i difensori del forte oltre a Davy Crockett e William Barret Travis bisogna ricordare James Bowie (il capo delle forze della milizia). In uno dei dispacci Travis scrisse: "Il nemico mi ha chiesto di arrendermi, ho risposto loro con un colpo di cannone, non mi arrenderò mai".
Dei 6500 soldati che erano partiti da San Luis Potosí ne erano rimasti tra i 4000 e i 5000: alcuni avevano disertato, altri erano stati uccisi da malattie; solo 1700 soldati furono usati nell'assalto finale. L'assedio fu condotto in maniera professionale e scientifica. Dopo 13 giorni di assedio l'esercito messicano, dopo essersi disposto in quattro colonne, attaccò alle ore 5 del mattino del 6 marzo e prese il forte alle ore 6:30 del mattino, dopo combattimenti corpo a corpo. Due dozzine tra donne e bambini presenti nel forte, così come due schiavi, furono liberati.

## Le vittime
In termini di composizione etnica dei difensori, 13 erano nativi del luogo di cui 11 di origini messicane. I rimanenti difensori di Alamo erano 41 nati in Europa, 2 di origini ebraiche, 2 schiavi afroamericani e i rimanenti erano statunitensi di altri stati americani diversi dal Texas. Le forze di Santa Anna erano un insieme di cittadini spagnoli, meticci ispano-messicani e nativi messicani.
Il numero delle vittime messicane varia dai circa 250 della versione ufficiale messicana ai 1400, 1500 della versione texana. Esperti militari delle armi dell'epoca ritengono che ci siano stati circa 200 messicani uccisi e 400 feriti.
Altre fonti riferiscono di 183 o 187 texani uccisi, anche se il rapporto ufficiale di Santa Anna, ritenuto da alcuni storici un falso, parla di 600 cadaveri. Tutti i corpi furono bruciati, a parte quello di Gregorio Esparza, che fu sepolto poiché suo fratello Francisco aveva partecipato con il generale Cos all'assedio di Bexar.

## Ricordo dell'evento

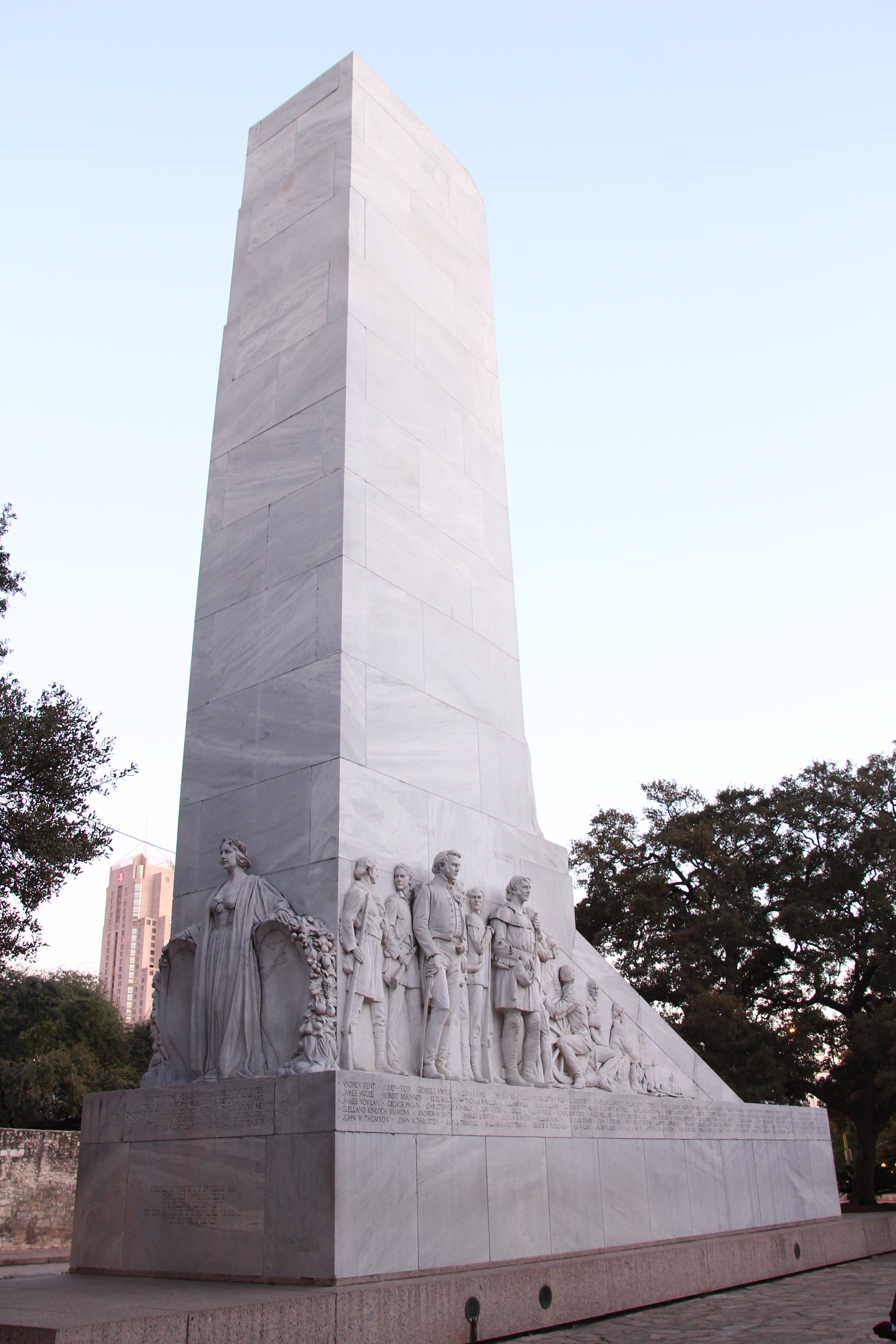
Memoriale dei difensori di Alamo

Secondo lo scrittore e saggista spagnolo naturalizzato messicano Paco Ignacio Taibo II lo scontro sarebbe venuto a caricarsi, a distanza di tempo, di un valore fortemente simbolico. La retorica che circonda la battaglia, riprodotta attraverso l'istruzione negli USA e i mezzi di comunicazione di massa, ne avrebbe fatto, a detta del messicano, il momento decisivo dell'espansione statunitense (sebbene la Rivoluzione texana mirasse all'indipendenza del Texas e non all'espansione degli Stati Uniti) a Ovest e del successivo consolidamento del paese come potenza economica, fino ad assumere le dimensioni di un impero su scala non solo atlantica, ma mondiale.
Nel XIX secolo il complesso di Alamo divenne celebre più per la battaglia che per il fatto di ospitare l'omonima missione. Lo Stato del Texas acquistò le terre e gli edifici nei primi anni del XX secolo e la cappella fu designata quale monumento nazionale dell'omonimo. Alamo è ora "la più famosa località turistica del Texas" ed è stata oggetto di numerose opere, in origine racconti, sin dal 1843.
Da notare che invece in Messico la battaglia è stata offuscata dagli eventi della guerra con gli Stati Uniti del triennio 1846-1848 e perciò non se ne serba un grande ricordo. La maggior parte degli statunitensi è invece più informata riguardo alle leggende e ai miti legati alle esigenze della fiction cinematografica e degli adattamenti televisivi, tra cui la miniserie della Disney degli anni cinquanta denominata Davy Crockett e del film del 1960 di John Wayne The Alamo.

## La tradizione
La tradizione racconta che il colonnello Travis tracciò con la spada una linea sulla sabbia invitando coloro che volevano restare nel forte e probabilmente morire ad attraversare quella linea; tutti a parte una persona attraversarono la linea.
L'unica persona a lasciare il forte fu Louis Moses Rose, un soldato francese che prima di arrivare in Texas aveva combattuto con Napoleone. Dopo aver lasciato il forte Rose venne in contatto con la famiglia di William P. Zuber, al quale raccontò la storia. Alcuni anni dopo Zuber, forse unitamente al figlio, pubblicò in un libro la versione più nota della battaglia.

## Filmografia
- Il primo film dedicato alla battaglia fu, nel 1911, The Immortal Alamo di William F. Haddock, un film prodotto in Texas da Georges Méliès.
- Nel 1915 Christy Cabanne, con la supervisione di David W. Griffith, girò Sotto l'unghia dei tiranni, un film muto di 71 minuti, che vide tra gli interpreti anche Douglas Fairbanks.[4]
- Nel 1953 Glenn Ford interpretò Il traditore di Forte Alamo (The Man from the Alamo), un western con un immaginario superstite allo scontro. Questa versione, neppure troppo romanzata, mostrava l'eroismo del cittadino medio Usa nella costruzione degli Stati Uniti.
- Nel 1955 Sterling Hayden interpretò la parte di Jim Bowie nel film Alamo diretto da Frank Lloyd. Questa versione spiegava le ragioni della Resistenza contro il Messico nel desiderio di indipendenza dei Texani e anche i fatti vennero in parte stravolti, come la causa della morte di Bowie, non dovuta a infortunio in battaglia, ma a tubercolosi. (nel film Bowie - che era realmente affetto da tubercolosi - viene attaccato ed ucciso dai soldati messicani). Veniva peraltro taciuto lo schiavismo dello stesso Bowie (peraltro ampiamente condiviso all'epoca e non rilevante nel contesto della battaglia oggetto del film).
- Nel 1956 Byron Haskin ne La storia del generale Houston descrisse la figura dell'avvocato Houston, poi divenuto generale e infine primo presidente del Texas resosi indipendente.
- John Wayne nel 1960 diresse, produsse e interpretò, nella parte di Davy Crockett, La battaglia di Alamo, un lungo e costoso film per propagandare, in modo spettacolare, i valori eroici che avevano portato alla costruzione degli Stati Uniti. Anche in questa versione le ragioni della ribellione venivano indicate nella volontà dei Texani di liberarsi dalla dittatura di Santa Anna.
- Riprendiamoci Forte Alamo! è un film del 1969 interamente basato sull'episodio della battaglia.
- Alamo - Gli ultimi eroi, girato nel 2004, è un film che descrive in modo dettagliato la guerra, fino alla resa di Santa Anna. Anche in questa versione le ragioni della ribellione non vengono spiegate.